# Trazendo a Arca
Trazendo a Arca é uma banda brasileira de música cristã contemporânea formada em 2007 na cidade de Nova Iguaçu, Rio de Janeiro. Originou-se como uma dissidência do Apascentar de Louvor (antigo Toque no Altar), principal grupo de louvor da igreja evangélica Ministério Apascentar. Considerado um dos conjuntos musicais de maior sucesso e destaque no cenário evangélico, ao longo de sua história, mesclou gêneros como pop rock e soft rock com uma perspectiva congregacional, e tornou-se um dos recordistas de vendas de discos no Brasil.
Surgido em torno de uma das disputas judiciais mais notórias da música brasileira, os integrantes do Trazendo a Arca já eram notáveis desde sua trajetória na banda Toque no Altar. Nela, a banda ganhou destaque pela parceria entre os vocalistas Luiz Arcanjo e Davi Sacer que, ao lado do tecladista Ronald Fonseca e do baixista Deco Rodrigues, escreveram sucessos como "Restitui", "Deus de Promessas" e "Tua Graça me Basta", e álbuns de relevância no cenário evangélico, como Toque no Altar (2003), Deus de Promessas (2005) e Olha pra Mim (2006). Em novembro de 2006, o Toque no Altar sofreu uma cisão, o que fez com que sete dos integrantes formassem uma nova banda.
Em 2007, sob polêmicas e acusações, o Trazendo a Arca lançou o álbum Marca da Promessa, maior sucesso evangélico do ano. Com maior estabilidade, o grupo lançou projetos de notoriedade no segmento religioso, incluindo o DVD Ao Vivo no Maracanãzinho (2008) e um disco ao vivo no Japão. Em 2010, Davi e Verônica Sacer deixaram o grupo para seguir carreira solo e a banda seguiu como um quinteto. Esta formação produziu o álbum Entre a Fé e a Razão, um de seus maiores sucessos comerciais. Em 2012, foi a vez do tecladista e produtor Ronald Fonseca também deixar o conjunto, fazendo com que Arcanjo, Rodrigues, André Mattos e Isaac Ramos serem os únicos membros a permanecer até o final. Após várias colaborações e reaproximações, a formação clássica do grupo se reuniu em um show em 2020, com o qual gerou o trabalho O Encontro.
Com cerca de 8 milhões de cópias vendidas durante a carreira, o Trazendo a Arca foi um dos maiores sucessos comerciais da música evangélica brasileira. Também foi um sucesso de público e crítica: Sua combinação de gêneros como pop rock e soft rock com influências congregacionais gerou influência significativa em igrejas evangélicas brasileiras na década de 2000. Foi uma das bandas recordistas do prêmio Troféu Talento, incluindo a vitória por quatro anos consecutivos na principal categoria, Música do Ano. A banda também venceu o Troféu Promessas em 2011. Além disso, foi um dos poucos artistas religiosos brasileiros a fazer um trabalho audiovisual no exterior, o DVD Live in Orlando (2011).

## Etimologia
O termo escolhido para batizar o grupo musical, "Trazendo a Arca", surgiu a partir da canção homônima, que fez parte do álbum Olha pra Mim, de 2006. Sua letra referência à passagem bíblica contida entre os versículos 1 e 13  do capítulo seis do Segundo Livro de Samuel. O trecho narra o difícil transporte da Arca da Aliança da casa de Abinadabe, onde estava guardada há 20 anos, até a cidade de Jerusalém, em Israel. Após um incidente ao longo do trajeto, no qual Uzá perdeu a vida por ter tocado o objeto sagrado, o traslado foi interrompido por três meses, período no qual a arca ficou na casa de Obede-Edom. Até que o Rei Davi foi busca-la para enfim "trazê-la" a seu destino, Jerusalém.
Essa passagem inspirou o slogan do grupo lançado em 2006, que diz: “Tem que ser nos ombros de alguém que é forte, que suporte o peso apesar da distância, que esteja disposto a ser marcado, e a cada seis passos tem que ter... sacrifício”.

## História

### 2002–2006: Toque no Altar
Em janeiro de 2002, sob liderança do pastor Marcus Gregório, foi formado um grupo musical de louvor a tempo integral, chamado Ministério Apascentar de Nova Iguaçu – e, entre 2005 a 2009, Toque no Altar. Neste conjunto, os integrantes do Trazendo a Arca lançaram seis álbuns: Toque no Altar, Restituição, Deus de Promessas , Olha pra Mim, Toque no Altar e Restituição e Deus de Promessas - Ao Vivo. Os quatro primeiros venderam mais de 600 mil cópias. No mesmo período, foram ainda distribuídos dois trabalhos em DVD; um deles vendeu mais de trinta mil no lançamento. Somaram quase dois milhões de cópias vendidas em três anos de carreira, além das diversas premiações no Troféu Talento nos anos de 2005, 2006 e 2007.

### 2006–2007: A divisão
Nos últimos meses de 2006, Marcus Gregório criou uma estrutura comercial para a distribuição dos produtos do Toque no Altar, a gravadora Toque no Altar Music. Maurício Soares, antigo diretor da Line Records, se tornou o diretor da empresa. O projeto era que, a partir do sucesso da banda, a gravadora estivesse responsável por lançar e gerenciar a carreira de outros artistas. Por conta das novas direções comerciais tomadas pela cúpula da igreja e as discordâncias em torno da decisão por parte dos integrantes da banda, surgiu-se um impasse. Sete integrantes que discordavam afirmaram que tentaram dialogar com Marcus Gregório. Mas que, na sua recusa a discutir a situação, sair da igreja era a única solução. Soares, por meio da Toque no Altar Music, publicou uma nota. Nela, informou o posicionamento da gravadora acerca da ação dos músicos e a separação do conjunto, a qual gerou, inclusive, um imbróglio judicial, iniciado por uma suposta quebra de contrato que se estenderia até abril de 2011.
Um dos motivos de nossa saída é que se entrar no site do Toque no Altar você verá que hoje é uma gravadora, fato que não chegou ao nosso conhecimento, só descobrimos quando já estava tudo decidido, se esta é uma visão do Pr. Marcus nós respeitamos; mas só que não é a nossa, a essência não foi essa, Deus não nos chamou para sermos uma gravadora. Há 88 dias tentamos essa conversa com o Pr. Marcus Gregório sobre estes e outros motivos, que nos decepcionaram muito, mas ele se negou a responder, e por último lhe perguntamos se haveria mudança, e infelizmente o que ouvimos era que não haveria. — Verônica Sacer, em carta pública divulgada em 2007. 
Após sua divulgação, por meio de uma carta, Davi Sacer também se manifestou publicamente para falar sobre sua saída da banda. O motivo dado pelo cantor foi que o Toque no Altar havia se tornado uma gravadora. Para ele, o objetivo da banda, desde o início, era "ser apenas um ministério de uma igreja local". Em uma entrevista, Luiz Arcanjo disse que "Deus nos deu uma palavra para que nós recomeçássemos, para que reconstruíssemos alguns valores que haviam sido perdidos ao longo do tempo, ao longo desses anos de Ministério. Então nós decidimos zerar a partida e começar tudo de novo".
Em abril daquele ano, foi lançada a página oficial do Trazendo a Arca, que foi a primeira manifestação pública do grupo dissidente após o fato. No mês seguinte, Flávia Marques Farias, advogada do Trazendo a Arca, esclareceu a relação do conjunto com o Toque no Altar através de uma nota, argumentando que na história da música nacional, vários músicos deixaram suas bandas para seguirem outros projetos musicais.
Além dos processos judiciais, os integrantes do Trazendo a Arca receberam críticas negativas do público e da mídia, sendo chamados de "mercenários" e "rebeldes". Também, em defesa de Marcus Gregório, o pastor Silas Malafaia os criticou em uma de suas pregações televisivas. Segundo o vocalista Davi Sacer, o momento atravessado pela banda foi conturbado, no qual os membros quase optaram por encerrar as atividades. O intérprete, em entrevista, ainda afirmou que, através do ocorrido, conheceu um lado sombrio de protestantes, em relação aos interesses de líderes religiosos, envolvendo "politicagens" e "favorecimentos" para suas instituições.

### 2007–2010: Formação clássica
Antes mesmo de lançar seu primeiro álbum como Trazendo a Arca, a banda recebeu convites e propostas comerciais de várias gravadoras e distribuidoras evangélicas. No entanto, os integrantes optaram por criar um selo independente, chamado Marcas da Promessa Distribuição.
O álbum Marca da Promessa, segundo Luiz Arcanjo, foi gerado a partir de músicas que não couberam no álbum Olha pra Mim. O repertório foi formado por oito canções, incluindo duas regravações de autoria dos integrantes – "Na Corte do Egito", gravada por Fernanda Brum em 2006 e "Sobre as Águas", gravada por Soraya Moraes também em 2006 – e outras inéditas. Outra canção gravada para o disco foi a regravação de "Caminho de Milagres", lançada originalmente por Aline Barros no mesmo ano, mas a banda decidiu não incluí-la no disco. A faixa-título, "Marca da Promessa", contou com duas versões. Na época, Arcanjo disse que o repertório do álbum era sobre "mudança de sorte, baseado no texto bíblico de Sofonias, capítulo 3".
O projeto foi lançado em junho de 2007. Apesar de ter sido lançado de forma independente, Marca da Promessa foi um sucesso comercial imediato: Em apenas uma semana já estava em primeiro lugar entre os projetos evangélicos mais vendidos do Brasil e a faixa-título se tornou a mais tocada nas rádios gospel do Brasil. O álbum, em um ano, vendeu meio milhão de cópias. O projeto também foi recebido de forma favorável pela crítica.
Ainda durante o ano de 2007, o Trazendo a Arca viajou por Israel, Inglaterra, França, Portugal e Japão. No Japão, o conjunto gravou nos dias 15, 16 e 17 de agosto, na cidade de Nagoya, o álbum Ao Vivo no Japão. O trabalho incluiu músicas gravadas anteriormente pelo Toque no Altar, além de "Me Rendo", a única canção inédita. O projeto foi lançado em setembro do mesmo ano, na Expocristã. Apesar de ser um trabalho de regravações, vendeu mais de quarenta mil cópias. No final de 2007, a banda apresentou-se no Programa Raul Gil, onde receberam disco de platina por 150 mil cópias vendidas de Marca da Promessa.

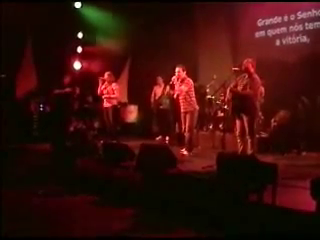
Trazendo a Arca, durante apresentação em Orlando, em 2008.

Em 2008, o Trazendo a Arca se preparou para a gravação de um DVD que reuniria o repertório de Marca da Promessa com o álbum Olha pra Mim. A banda escolheu a cidade do Rio de Janeiro para a produção de Ao Vivo no Maracanãzinho. O projeto, que contou com direção de vídeo de Hugo Pessoa, reuniu canções como "Sobre as Águas", "Tua Graça me Basta", "O Chão Vai Tremer" e "Celebre". Apesar de ser gravado num ginásio, um espaço não típico para shows musicais, a apresentação foi considerada a maior produção do segmento evangélico já realizada no Brasil até aquele momento.
O projeto contou com entrada franca. Os ingressos esgotaram em cinco dias e o show reuniu 18 mil pessoas dentro do ginásio. No entanto, por problemas com a administração do local, que restringiu a entrada de parte do público, mais de 5 mil pessoas com ingresso ficaram do lado de fora. Em desculpas, a banda prometeu presentear aos ingressantes com uma edição do DVD. A entrada para participar do evento foi de um quilo de alimento não perecível; os mais de dez mil quilos arrecadados foram enviados para municípios carentes da região do Vale do Jequitinhonha, no norte de Minas Gerais e para o Morro do Borel, no Rio de Janeiro. Em 2009, o projeto foi premiado no Troféu Talento na categoria Melhor DVD. No final do mesmo ano, foram lançados dois álbuns com as músicas do DVD registradas no formato CD.
Por ter se focado em lançar um DVD ao invés de um projeto inédito em 2008, os integrantes do Trazendo a Arca trabalharam em vários outros projetos ao longo do ano. Luiz Arcanjo escreveu, ao lado do rapper Pregador Luo, a canção "Já Posso Suportar". A faixa, que fez parte do álbum Música de Guerra - 1ª Missão, contou com a participação de toda a banda e se tornou um dos maiores sucessos da carreira solo de Luo. Davi Sacer lançou, em setembro daquele ano, seu primeiro álbum solo, chamado Deus não Falhará, que contou com produção de Ronald Fonseca e participação de todos os integrantes do Trazendo a Arca, exceto Isaac Ramos.

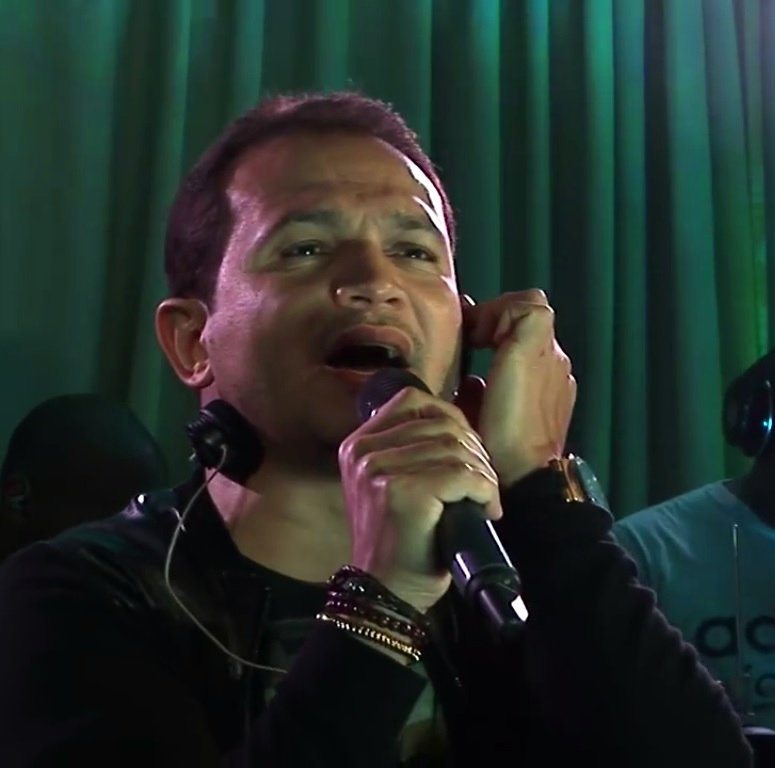
Salmos e Cânticos Espirituais foi o último álbum do Trazendo a Arca com a participação de Davi Sacer.

No início de 2009, a banda começou a trabalhar em um disco inédito, chamado Pra Tocar no Manto. O projeto diferenciou-se dos anteriores por ter todas as composições escritas por Luiz Arcanjo, parte delas com co-autoria de Davi Sacer, Ronald Fonseca e Deco Rodrigues. Arcanjo ainda escreveu duas canções com participação do cantor e compositor Kleber Lucas – "Invoca-me" e "Cruz" – e afirmou que era o projeto mais maduro que a banda já tinha feito. O músico disse também, anos depois, que as letras do trabalho refletiam uma inquietação dos integrantes com "a superficialidade do evangelho vivido em muitas das igrejas". O projeto foi um sucesso comercial como os anteriores, vendeu quarenta mil cópias em dois meses e teve, como destaque, as músicas "Pra Tocar no Manto" e "Serás Sempre Deus". Esta última, ao longo dos anos, se tornou um dos maiores sucessos da banda.
Logo após o lançamento de Pra Tocar no Manto, Davi Sacer anunciou, por meio do site da banda, o lançamento de um disco baseado nos Salmos. Os integrantes do Trazendo a Arca compuseram e gravaram a obra simultaneamente, sob a produção de Ronald Fonseca em parceria com o tecladista Wagner Derek. Salmos e Cânticos Espirituais foi lançado em dezembro de 2009. No mesmo mês, Luiz Arcanjo lançou seu primeiro álbum solo, com repertório de músicas influenciadas por gêneros como a MPB, samba e soul.
Ainda em dezembro de 2009, o Trazendo a Arca encerrou os vinte e dois processos contra o Ministério Apascentar que estavam em andamento por meio de uma reconciliação com Marcus Gregório. No encontro, estiveram todos os integrantes do conjunto e os pastores Silas Malafaia, Marcus Gregório e Jabes de Alencar. A partir daquela época, Davi e Verônica Sacer voltaram a frequentar os cultos do Ministério Apascentar e iniciaram uma reaproximação com a antiga igreja de forma que, em 10 de abril de 2010, o casal anunciasse saída do Trazendo a Arca para que Davi seguisse carreira solo. A decisão se deu de forma amigável entre os integrantes, segundo Luiz Arcanjo e Davi Sacer.
Entre o período de lançamento de Salmos e Cânticos Espirituais e a saída de Davi e Verônica Sacer, a banda continuou escrevendo canções inéditas para um futuro álbum. Mas, na dificuldade de conciliar agendas e o gerenciamento do selo independente, o grupo decidiu fechar contrato com alguma gravadora. A banda visitou várias, incluindo uma visita publicamente divulgada pela gravadora MK Music, um mês antes da saída do casal Sacer. No entanto, o grupo acabou fechando contrato com a gravadora Graça Music. O anúncio se deu no final do mês de abril.

### 2010–2012: Trazendo a Arca como quinteto

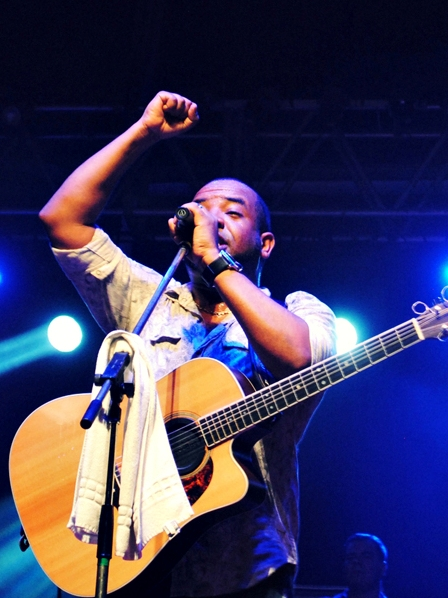
Luiz Arcanjo, no Jesus Vida Verão, em janeiro de 2012.

Originalmente, o plano do Trazendo a Arca para aquele período era gravar um DVD numa cidade da região nordeste do Brasil para reunir o repertório de Pra Tocar no Manto e Salmos e Cânticos Espirituais. No entanto, com a saída de Davi e Verônica Sacer e o contrato artístico assinado com a Graça Music, a banda resolveu trabalhar em um disco inédito para o mesmo ano e deixar a gravação de um DVD para o futuro. O trabalho foi desenvolvido com maior parceria entre Luiz Arcanjo e Ronald Fonseca, que assinaram a maior parte das músicas. Um mês antes do lançamento do álbum, foi lançada a música "Entre a Fé e a Razão". Em dezembro, foi lançado o álbum Entre a Fé e a Razão. O projeto foi um sucesso comercial, e vendeu quarenta mil cópias em dez dias, o que fez com que fosse o mais vendido da carreira da banda após Marca da Promessa.
Em 2011, os integrantes do Trazendo a Arca focaram em outros projetos. Luiz Arcanjo gravou um clipe para o seu álbum solo lançado em 2009 e a banda participou do álbum Minhas Canções na Voz dos Melhores - Volume 4 com a inédita "A Jesus Seguirei". Além disso, a banda recebeu indicações ao prêmio Troféu Promessas com o álbum Entre a Fé e a Razão. O grupo venceu na categoria Melhor grupo.
Em julho de 2011, o Trazendo a Arca gravou em Orlando, na Flórida, Estados Unidos, o álbum ao vivo Live in Orlando. Com um público de mais de 3 mil pessoas, o projeto reuniu canções dos álbuns Pra Tocar no Manto, Salmos e Cânticos Espirituais e Entre a Fé e a Razão. Lançado em dezembro de 2011, o show de lançamento do projeto se deu no evento Jesus Vida Verão.
Em junho de 2012, a banda promoveu um show para comemorar 10 anos de formação do grupo desde o Toque no Altar. O show foi realizado em Campo Grande, no Rio de Janeiro e contou com as participações especiais de Marcus Salles, Kleber Lucas e Fernanda Brum.
Em agosto, o grupo fechou um contrato de três discos com a gravadora CanZion Brasil, com o objetivo de lançar um álbum em espanhol. Em comemoração dos 10 anos da banda foi lançada a coletânea 10 Anos, um álbum triplo contendo as principais canções do Trazendo a Arca desde sua trajetória no Toque no Altar. No mesmo mês, o Trazendo a Arca anunciou o lançamento do álbum Na Casa dos Profetas.

### 2012–2019: Trazendo a Arca como quarteto

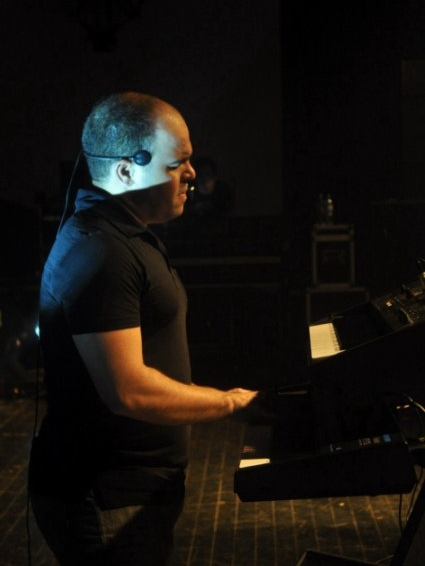
Ronald Fonseca deixou o Trazendo a Arca durante a produção do álbum Na Casa dos Profetas.

Em, novembro, às vésperas do lançamento do álbum Na Casa dos Profetas, foi noticiado por veículos evangélicos que Ronald Fonseca deixou a banda. O trabalho, que teve arranjos assinados pelo tecladista, não contou com a sua participação como instrumentista. A banda não fez nenhum comunicado oficial sobre sua saída. Anos depois, Ronald Fonseca disse que abandonou o grupo durante as gravações do projeto, após um histórico de crises de depressão e ideações suicidas que ocorriam desde 2008.
Para compensar a saída de Ronald, os teclados foram gravados pelo músico Jamba, que já tinha trabalhado com o Trazendo a Arca nos três álbuns anteriores. Na Casa dos Profetas ficou marcado por uma maior participação do guitarrista Isaac Ramos e do baterista André Mattos na sonoridade. O álbum dividiu opiniões da crítica. Enquanto a maior participação de outros integrantes e a maior influência rock foram apontados como aspectos positivos do projeto, o álbum recebeu críticas acerca de sua gravação, mixagem e masterização. Uma crítica publicada pelo Super Gospel chegou a mencionar que "a falta de um engenheiro de som experiente deixou o trabalho, com potencial no repertório, ao posto de obra mais renegada na discografia da banda".
Logo após o lançamento do álbum, Luiz Arcanjo anunciou que o próximo DVD do Trazendo a Arca seria uma espécie de documentário dirigido por Hugo Pessoa. O disco seria baseado em uma caravana da banda para locais como a cidade de Dubai e os países de Israel e Jordânia. O repertório incluiria as canções de Na Casa dos Profetas e faixas de outros álbuns, como "Não Ficarão" (do álbum Restituição) e "Correndo pros Teus Braços" (do álbum Olha pra Mim). Apesar de ter sido gravado, o DVD nunca foi lançado. Em 2015, em entrevista ao Super Gospel, Luiz Arcanjo acrescentou que o documentário foi gravado em outros países como o Reino Unido, Cuba e Brasil e disse que "estamos pensando em lançar esse material exclusivamente na internet".
Em outubro de 2014, o Trazendo a Arca assinou contrato com a gravadora Sony Music Brasil e anunciou um disco em espanhol. Español foi lançado em dezembro do mesmo ano e contou com músicas regravadas de todos os álbuns da banda até Salmos e Cânticos Espirituais e contou com a produção musical do tecladista Wagner Derek. O projeto recebeu avaliações positivas da mídia especializada. Com a obra, o Trazendo a Arca apresentou-se em vários países da América Latina, incluindo Cuba.
Em 2015, a banda partiu para a gravação do álbum Habito no Abrigo. Foi o primeiro trabalho do grupo desde Toque no Altar gravado ao vivo. O projeto foi gravado na Igreja Apostólica Unidade em Cristo, na cidade do Rio de Janeiro, e contou com a participação da cantora Ana Nóbrega, ex-integrante do Diante do Trono, na faixa "O Senhor É Bom". O disco, cujo lançamento se deu pela gravadora Sony Music Brasil, contou com clipes dirigidos por Hugo Pessoa. A obra recebeu avaliações mistas da crítica especializada. Diferentemente dos trabalhos anteriores, o repertório foi predominantemente escrito por Luiz Arcanjo em parceria com o baixista Deco Rodrigues. Mais tarde, o vocalista se pronunciou pela primeira vez sobre a saída de Ronald Fonseca, em entrevista. Na ocasião, disse que "abrir mão de um talento como o Ronald não é nada fácil, mas por outro lado isso nos desafiou a buscar outras possibilidades".
Após o lançamento de Habito no Abrigo, os integrantes do Trazendo a Arca começaram a trabalhar em projetos paralelos. Luiz Arcanjo começou a gravar seu segundo álbum solo, com influências da MPB, cujos singles foram lançados ao longo dos anos seguintes. Em 2016, o vocalista também se reuniu com os ex-integrantes Davi Sacer e Ronald Fonseca para gravar uma nova versão da música "Se a Nação Clamar", que contou com a participação de outros intérpretes como Fernandinho, Daniela Araújo, Marcus Salles e Nívea Soares. Foi a primeira gravação de Davi e Luiz músicos juntos desde 2009.
Em junho de 2017, Luiz Arcanjo e André Mattos fundaram a igreja Sobre as Águas, enquanto Deco Rodrigues e Isaac Ramos continuaram em outras instituições. Em 2018, o baixista Deco Rodrigues lançou seu primeiro álbum solo, Acende a Chama. O projeto foi produzido por Wagner Derek e contou com a participação de Isaac Ramos na guitarra.

### 2019–atualmente: Reunião da formação clássica e projetos comemorativos

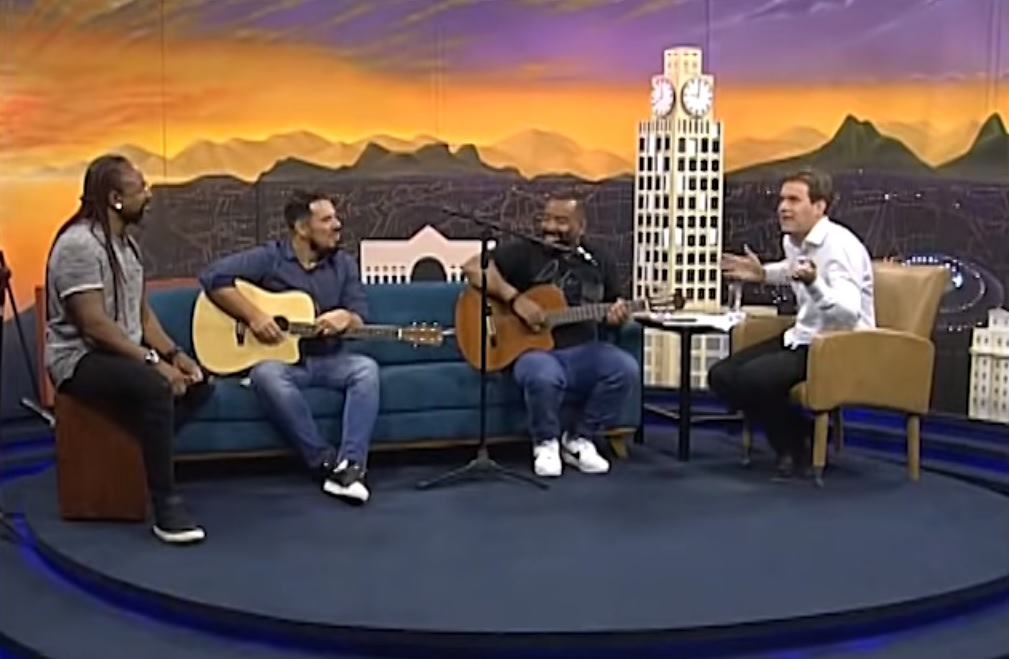
André Mattos, Deco Rodrigues e Luiz Arcanjo no programa televisivo Boas Novas no Ar, em março de 2018.

No primeiro semestre de 2019, o Trazendo a Arca anunciou uma turnê final da carreira. De título Sexto Passo, em referência ao texto bíblico que foi base do nome da banda, teve a pretensão de visitar cidades de todas as regiões do Brasil. Na ocasião, os integrantes chegaram a anunciar que canções de todos os álbuns do grupo seriam contemplados no repertório. A primeira apresentação, que ocorreu no Rio de Janeiro, na Igreja Batista Atitude, contou com a participação da ex-vocalista Verônica Sacer.
Em julho de 2019, Davi Sacer lançou o álbum 15 Anos, que reuniu sucessos do Trazendo a Arca com a participação de vários artistas. Luiz Arcanjo chegou a ser convidado para o álbum, mas não pôde participar por estar, na data, em um show da banda no exterior. Na ocasião de lançamento do álbum, Sacer chegou a anunciar que gravaria um álbum com o Trazendo a Arca.
Em 2020, com a pandemia de COVID-19, os integrantes do Trazendo a Arca começaram a se aproximar de forma mais explícita. Luiz Arcanjo chamou Davi e Verônica Sacer para uma live no Instagram, a qual relembraram o repertório da banda e histórias de bastidores. A interação entre eles fez com que Davi Sacer, pouco tempo depois, promovesse um show virtual. A apresentação foi anunciada como uma reunião entre o cantor, Verônica Sacer e Luiz Arcanjo, e contou com a participação de músicos como Kleyton Martins e Marcos Natto. Na ocasião, os músicos cantaram músicas do Trazendo a Arca e da carreira solo de Davi Sacer. Além disso, Sacer estreou vocais em "Entre a Fé e a Razão", música lançada pela banda após sua saída.
Após o show de Davi Sacer e Luiz Arcanjo, os músicos anunciaram um show virtual da formação original do Trazendo a Arca para 2 de maio de 2020. Além de Davi e Verônica Sacer, Ronald Fonseca também foi chamado a se reunir com o grupo e aceitou o convite. A transmissão rendeu a execução de quase 30 músicas e, com base nela, foi gerado o álbum O Encontro, lançado em julho de 2020. O projeto foi creditado como um álbum colaborativo entre Trazendo a Arca e Davi Sacer, com distribuição da gravadora Som Livre, que Sacer mantinha contrato desde 2011.
Após o lançamento de O Encontro, Davi Sacer chegou a estaria disposto a promover uma turnê da formação original do grupo, mas os integrantes remanescentes do Trazendo a Arca seguiram o plano de fazer uma pausa. Deco Rodrigues deu foco a sua carreira solo, lançando músicas inéditas, incluindo um dueto com Sacer na canção "Emanuel", que saiu em 2021. Sacer gravou "Rei da Glória", composição inédita de Arcanjo, no álbum Um Pedido (2020). Em 2022, Luiz Arcanjo disse que ele e André Mattos estavam dedicados à atividades na igreja Sobre as Águas, mas que o Trazendo a Arca estava se preparando para um retorno, com a produção de um álbum inédito.
Em 2023, em comemoração aos 20 anos do álbum Toque no Altar, o Trazendo a Arca anunciou uma série de lançamentos comemorativos pela gravadora Uni Records. Entre eles, regravações de músicas da banda como "Serás Sempre Deus", "Santo" e "Lembra Senhor", além de uma coletânea chamada Canções Inesquecíveis, que saiu em junho. No dia 24 de maio, exatos 15 anos após a gravação de Ao Vivo no Maracanãzinho, o grupo gravou o álbum 20 Anos de Celebração, cuja produção foi assinada por Johnny Essi. O show ocorreu durante a Festa do Peão Cajamar 2023 e contou com as participações de Cassiane, Bruna Karla, Morada, Isaias Saad e Marcus Salles.
Em carreira solo, Deco Rodrigues também decidiu comemorar paralelamente os 20 anos do Trazendo a Arca, lançando versões de "Deus de Promessas" e "Te Louvarei". Deco e André Mattos ainda participaram do projeto Eletroacústico 20 Anos, de Davi Sacer e Verônica Sacer, que contou com produção de Ronald Fonseca.

## Integrantes
Atuais
- Luiz Arcanjo – vocal, violão, guitarra (2006–2020; 2022–atualmente)
- Deco Rodrigues – baixo, backings (2006–2020; 2022–atualmente)
- André Mattos – bateria, percussão, backings (2006–2020; 2022–atualmente)
- Isaac Ramos – guitarra, violão (2006–2020; 2022–atualmente)

Ex-integrantes
- Davi Sacer – vocal (2006–2010; 2020)
- Ronald Fonseca – piano, teclado, produção musical (2006–2012; 2020)
- Verônica Sacer – vocal (2006–2010; 2020)

## Discografia
- Toque no Altar (2003)
- Restituição (2003)
- Deus de Promessas (2005)
- Olha Pra Mim (2006)
- Marca da Promessa (2007)
- Pra Tocar no Manto (2009)
- Salmos e Cânticos Espirituais (2009)
- Entre a Fé e a Razão (2010)
- Na Casa dos Profetas (2012)
- Español (2014)
- Habito no Abrigo (2015)
- O Encontro - Com Davi Sacer (2020)

## Estilo musical

### Gênero e influências
Maior parte das origens familiares dos integrantes do Trazendo a Arca eram evangélicas. Por isso, as influências majoritárias dos músicos eram religiosas. Em entrevistas, Luiz Arcanjo e Davi Sacer citaram várias bandas e cantores que foram significativos em suas infâncias e adolescências, como Ozeias de Paula, Rebanhão, Asaph Borba, Vencedores por Cristo, Grupo Logos e Koinonya. Em várias ocasiões, Davi Sacer afirmou que sua maior influência vocal é o cantor Victorino Silva. Contemporaneamente ao grupo, a banda chegou a citar como referência as bandas Diante do Trono e o trabalho de Antônio Cirilo com o projeto Santa Geração (especialmente o álbum Coração em Arrependimento, de 2003).
Em 1995, Davi e Verônica Sacer participaram do álbum Minha Porção, da Jocum Brasil. Arcanjo, por sua vez, tinha uma banda e chegou a ganhar um festival de música que tinha, como jurados, Pedro Braconnot e Carlinhos Felix, do Rebanhão. Antes do Trazendo a Arca, o tecladista Ronald Fonseca gravou e tocou com vários artistas evangélicos, como a banda Altos Louvores e o cantor Sérgio Lopes. André Mattos, um dos poucos de origem não-evangélica, tocou com vários artistas do samba, como Neguinho da Beija-Flor e Bebeto. No cenário cristão, Mattos tocou com Carlinhos Felix, músico com quem Fonseca também chegou a tocar.
Na formação do Toque no Altar e sua trajetória como Trazendo a Arca, a banda trouxe influências do canto congregacional. Ao mesmo tempo, sua música foi descrita com base em vários gêneros, como pop rock, soft rock e power pop, especialmente por suas baladas melódicas e com arranjos vocais complexos. Além da sonoridade pop, o grupo se diferenciou de seus pares pela influência negra de artistas como Fred Hammond, e a parceria com a banda Raiz Coral em álbuns e apresentações, como o projeto Toque no Altar e Restituição (2006). Além disso, o grupo também trouxe orquestrações e arranjos de metais na sua sonoridade, marcados por colaborações de arranjadores como Zé Canuto. Outros músicos que tiveram parcerias recorrentes com o Trazendo a Arca foram Bene Maldonado, guitarrista da banda de rock Fruto Sagrado; o tecladista Wagner Derek, ex-integrante do Primeira Essência; e o músico Jamba.
As diferentes influências se manifestaram em diferentes períodos do grupo. No álbum Olha pra Mim (2006), por exemplo, Deco Rodrigues chegou a afirmar que "nosso desejo era que tivesse uma orquestra de cordas maior que nos outros CDs". Já em Marca da Promessa, o sucessor, "queríamos dar uma maior atenção aos backing vocais e uma mixagem mais pop". Em 2012, o Trazendo a Arca lançou Na Casa dos Profetas, que ficou marcado pela maior presença de guitarras e uma aparição maior dos instrumentos de base. Por sua vez, em 2015, foi lançado Habito no Abrigo, mais focado na música congregacional. Sobre isso, em entrevista ocorrida em 2016, Luiz Arcanjo disse que "mesmo com um som pop rock ou mais ou menos pop rock, a essência do nosso ministério que é de música congregacional, de igreja".

### Temas líricos

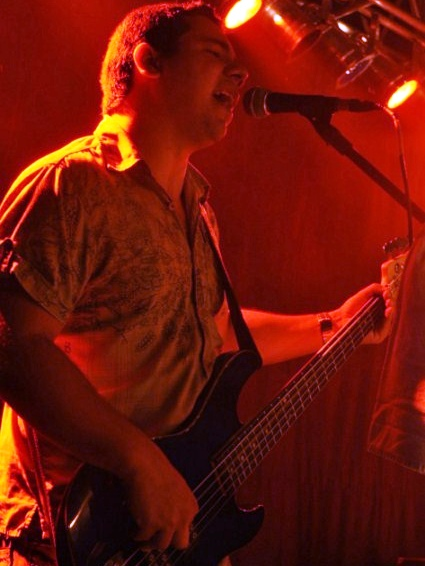
Deco Rodrigues é co-autor de vários sucessos da banda, como "Serás Sempre Deus" e "Marca da Promessa".

Diferentemente de grande parte das bandas congregacionais que se destacaram antes do Trazendo a Arca, a banda ganhou relevância por abordar questões em primeira pessoa, como as músicas "Olha pra Mim" e "Restitui", o que se tornou uma tendência crescente no meio evangélico. A abordagem trouxe, também, certas críticas. Ao longo da história do grupo, algumas canções da banda chegaram a ser classificadas como "antropocêntricas" que, com a influência do neopentecostalismo, envolveram canções focadas em provisão divina. Em defesa do grupo, um crítico chegou a dizer que a banda é "algo único no mercado gospel, um grupo que sabe trazer para vida cantada (música) a teologia da prosperidade sem que seja julgada como a errada".
Por outro lado, Luiz Arcanjo se justificou em torno da canção "Restitui", afirmando que a música foi inspirada na história de vida de uma mulher que tinha perdido todos os familiares em um acidente automobilístico e a tristeza que sentiu por não poder ajudá-la. Na ocasião, o músico disse que "não é uma música sobre dinheiro, é uma música sobre vida" e que "se foi usada em campanhas de prosperidade, a culpa não é minha". Após deixarem o Apascentar, os integrantes do conjunto passaram a fazer parte de diferentes igrejas com vieses teológicos distintos. Davi Sacer, por tempos, foi membro da Assembleia de Deus, enquanto Luiz Arcanjo fez parte da Igreja Batista Betânia. As críticas às letras da banda foram diminuindo ao longo do tempo, ao passo que outras composições – como "Serás Sempre Deus" e "Entre a Fé e a Razão" – passaram a receber elogios da crítica. O estilo de composição de Arcanjo, o integrante com o maior número de créditos individuais, foi elogiado pela mídia especializada em diferentes ocasiões. O músico e crítico Jonas Paulo, ao falar sobre o álbum Entre a Fé e a Razão para o Super Gospel, disse que "Luiz Arcanjo é muito mais interessante do que seus imitadores, que acham que nos primeiros trabalhos do Ministério Apascentar ele apresentou uma fórmula que daria conta de resolver todos os problemas de 'falta de ideia musical'".
Em entrevista dada em 2010, Ronald Fonseca afirmou que, no seu processo criativo, a melodia geralmente surge primeiro do que as letras. Todas as canções autorais da banda foram escritas por Luiz Arcanjo, Davi Sacer, Ronald Fonseca e Deco Rodrigues, à exceção do repertório de Deus de Promessas, com créditos de co-autoria para Verônica Sacer. Segundo Arcanjo, algumas canções da banda como "Entre a Fé e a Razão" e "Senhor e Rei" surgiram a partir de melodias criadas por Ronald Fonseca e, depois, as letras. O músico também disse que outras faixas foram inspiradas por episódios específicos envolvendo os integrantes. "O Chão Vai Tremer", por exemplo, foi escrita com base em um situação familiar de Arcanjo e "Tua Graça me Basta" foi escrita colaborativamente por Luiz e Davi em torno da frustração que sentiram por não conseguirem se apresentar como banda em um congresso evangélico no início da carreira. Davi Sacer também chegou a afirmar que o processo de composição de várias canções da banda ocorriam em equipe. "Compor em parceria de dois, três ou até quatro pessoas, era uma coisa que a gente fazia muito. As músicas nossas do Toque no Altar têm muita essa característica", disse ele em 2020.

## Legado

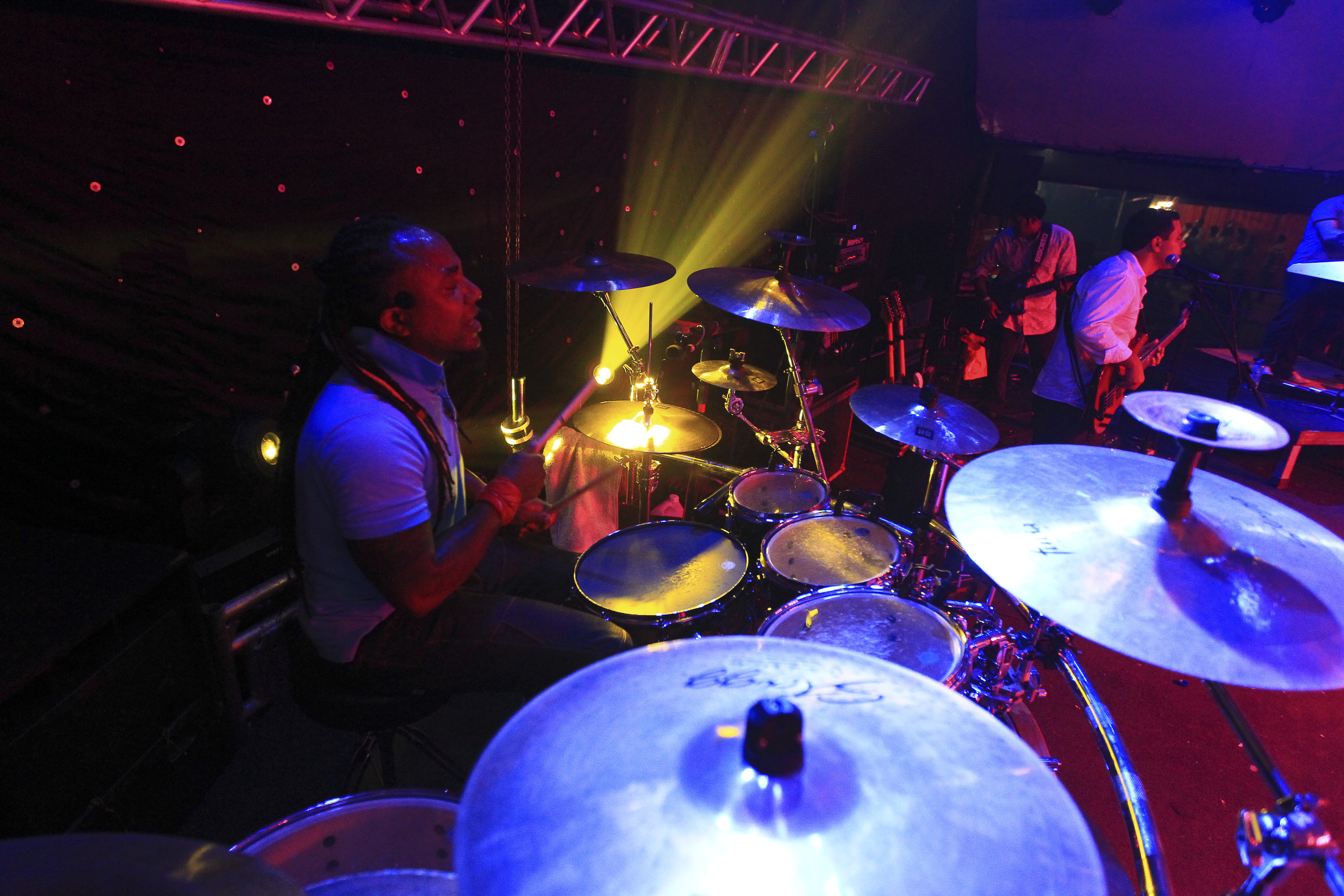
André Mattos já foi considerado um dos maiores bateristas do Brasil.

Ao longo de sua história, Trazendo a Arca foi reconhecido como um dos grupos evangélicos mais prolíficos de sua geração. Quando lançado o álbum Olha pra Mim (2006), Roberto Azevedo, em texto para o Super Gospel, disse que o conjunto "tem surpreendido a todos com um repertório diversificado, muito bem arranjado e cheio de qualidade musical". Outro texto, do mesmo portal, afirmava que "o que tornou o Trazendo a Arca um dos atos mais impressionantes do congregacional brasileiro foi, em grande parte, uma visão pragmática de Sacer que se equalizava com a complexidade poética de Arcanjo". A parceria Arcanjo/Sacer ganhou notoriedade ao longo do tempo, o que fez com que os dois vocalistas fossem reconhecidos como uns dos principais compositores evangélicos da década de 2000. Outro nome da banda que atinguiu significativa relevância foi do tecladista e produtor Ronald Fonseca, descrito como o "alicerce" do grupo.
A banda também participou ativamente do cenário musical de sua época. Composições de integrantes da banda chegaram a ser gravadas por nomes como Aline Barros, Kleber Lucas, Fernanda Brum, Carlinhos Felix, Soraya Moraes, Ton Carfi e Wilian Nascimento. A música do Trazendo a Arca também chegou a atrair outros músicos religiosos, como o Padre Marcelo Rossi. O trabalho do grupo foi significativo para outras bandas e artistas congregacionais, como Unção de Deus, Aliança do Tabernáculo e até as formações posteriores do Apascentar de Louvor. A influência da produção e arranjos de Ronald Fonseca também esteve presente em outros projetos congregacionais do músico, como a banda Sing Out.
Outros integrantes do Trazendo a Arca também obtiveram reconhecimento ao longo da carreira. O baterista André Mattos, por exemplo, chegou a ser mencionado como um dos maiores bateristas brasileiros. Seu estilo percussivo que mistura as influências brasileiras com a música pop ficou caracterizado no repertório do Trazendo a Arca em músicas como "O Chão Vai Tremer", "Kabod", "Yeshua" e "Celebre". O músico ainda lançou um DVD de videoaulas chamado Profético. Além disso, Mattos fez workshops de bateria pelo país e também foi endorsement da Pearl Drums. Fora do Trazendo a Arca, Isaac Ramos gravou com vários artistas evangélicos, como Álvaro Tito, Rose Nascimento e Oséias de Paula.
A performance da banda, ao longo da história, também foi de significativa relevância no segmento evangélico. Além da parceria com Luiz Arcanjo, Davi Sacer sempre foi destacado por um "timbre único". O show que gerou o DVD Ao Vivo no Maracanãzinho chegou a ser considerado um "divisor de águas" no cenário evangélico, pela estrutura (até então inédita) em LED que influenciou projetos audiovisuais evangélicos por uma década seguinte. O show também contou com uma passarela que chegava até o fundo do ginásio. Participantes frequentes de festivais evangélicos como o Jesus Vida Verão, a banda foi os principais convidados em eventos assistidos por milhares de pessoas. Em abril de 2010, a banda foi atração principal do evento Dia da Decisão, em Goiânia, que reuniu mais de 200 mil pessoas.
Trazendo a Arca também foi um sucesso comercial no cenário evangélico. Em 2015, a banda já tinha vendido cerca de 8 milhões de cópias de álbuns. O grupo se apresentou em todos os continentes, incluindo países como Estados Unidos, Austrália, Japão, Moçambique, Portugal, Inglaterra e Israel. A banda também foi um dos poucos artistas do Brasil que fizeram show em Cuba.

### Prêmios e indicações

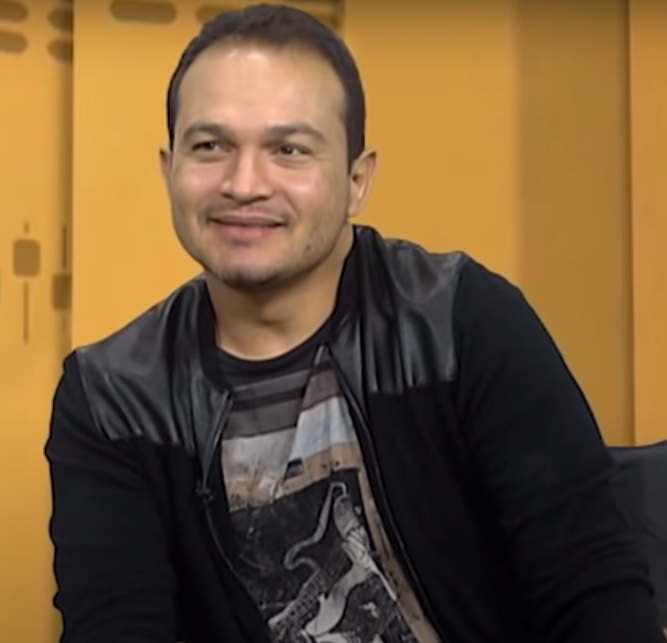
Davi Sacer foi vencedor no Troféu Talento como vocalista do Trazendo a Arca em duas ocasiões.

O Trazendo a Arca foi indicado em diversas categorias no Troféu Talento entre os anos de 2005 e 2009. Das 36 que teve, venceu em vinte, ou seja, 55% delas. O ano mais bem sucedido foi o de 2008, quando o conjunto foi indicado em sete classificações e foi vitorioso em seis.
No Troféu Promessas 2011, das três indicações, o quinteto venceu na categoria Melhor Grupo.
Com "Restitui", "Deus de Promessas", "Olha pra Mim" e "Marca da Promessa", o Trazendo a Arca ganhou quatro vezes consecutivas na categoria Música do Ano no Troféu Talento. Das cinco classificações que teve como Melhor grupo de louvor, ganhou duas, e coincidentemente perdeu para o Diante do Trono nas outras três vezes. Outra premiação relevante foi a de Melhor DVD em 2009 no Troféu Talento com Ao Vivo no Maracanãzinho, uma das categorias do evento votadas pela crítica especializada. Pelo reconhecimento de vitórias consecutivas, o Trazendo a Arca fez a abertura da edição 2009 do Troféu Talento, interpretando um medley de "Restitui", "Deus de Promessas", "Olha pra Mim" e "Marca da Promessa".
Integrantes do Trazendo a Arca também receberam indicações diretas e indiretas ao Troféu Talento. Em 2006, a música "Fala Deus" (Unção de Deus), escrita por Ronald Fonseca, foi indicada à Música do Ano no Troféu Talento 2006, e perdeu para "Deus de Promessas", também escrita pelo compositor. Em 2009, Aline Barros concorreu à Música do Ano com "Caminho de Milagres", escrita em colaboração com Davi Sacer, Luiz Arcanjo e Ronald Fonseca. Naquele ano, a canção perdeu para "Faz um Milagre em Mim", de Regis Danese. Davi Sacer, individualmente, foi indicado sete vezes e venceu em três: Melhor Compositor (2006), Melhor Intérprete Masculino (2007) e Melhor Intérprete Masculino (2008).
Em 2010, o grupo foi indicado no Troféu Melhores do Ano na categoria Melhor Banda, mas perdeu para o Oficina G3.

### Catálogo musical
A disputa entre Toque no Altar e Trazendo a Arca, a princípio, envolveu uma tentativa de proibição dos integrantes da nova banda tocarem suas próprias músicas. No entanto, os integrantes do Trazendo a Arca continuaram tocando músicas do período antecessor e chegaram a lançar um álbum apenas com canções deste período, Ao Vivo no Japão (2007). O envolvimento judicial, em 2009, fez com que o Ministério Apascentar perdesse o direito sobre a marca Toque no Altar, que em referência à música "Toque no Altar", passou a ser de propriedade de Luiz Arcanjo e Davi Sacer.
Desta forma, o nome "Toque no Altar" foi utilizado novamente apenas na coletânea 10 Anos, lançada em 2012 pelo Trazendo a Arca. Os direitos autorais dos álbuns também ficaram com os músicos dissidentes. Assim, todos os álbuns lançados pelo Toque no Altar até Deus de Promessas ao Vivo (2007) são comumente considerados, também, álbuns do Trazendo a Arca.
Em 2012, o Trazendo a Arca assinou um contrato de distribuição digital com a Digital Music, que geriu todo o catálogo independente do grupo (incluindo o período Toque no Altar) junto com a gravadora Dos3Music (antiga Canzion). O retorno da discografia sob detenção total do Trazendo a Arca só ocorreu em 2023, após um processo de rescisão. No mesmo ano, em comemoração aos 20 anos do grupo, a gravadora Uni Records lançou a coletânea Canções Inesquecíveis, que novamente trouxe créditos a Toque no Altar.